# Christopher Street Day
Pour les articles homonymes, voir CSD.

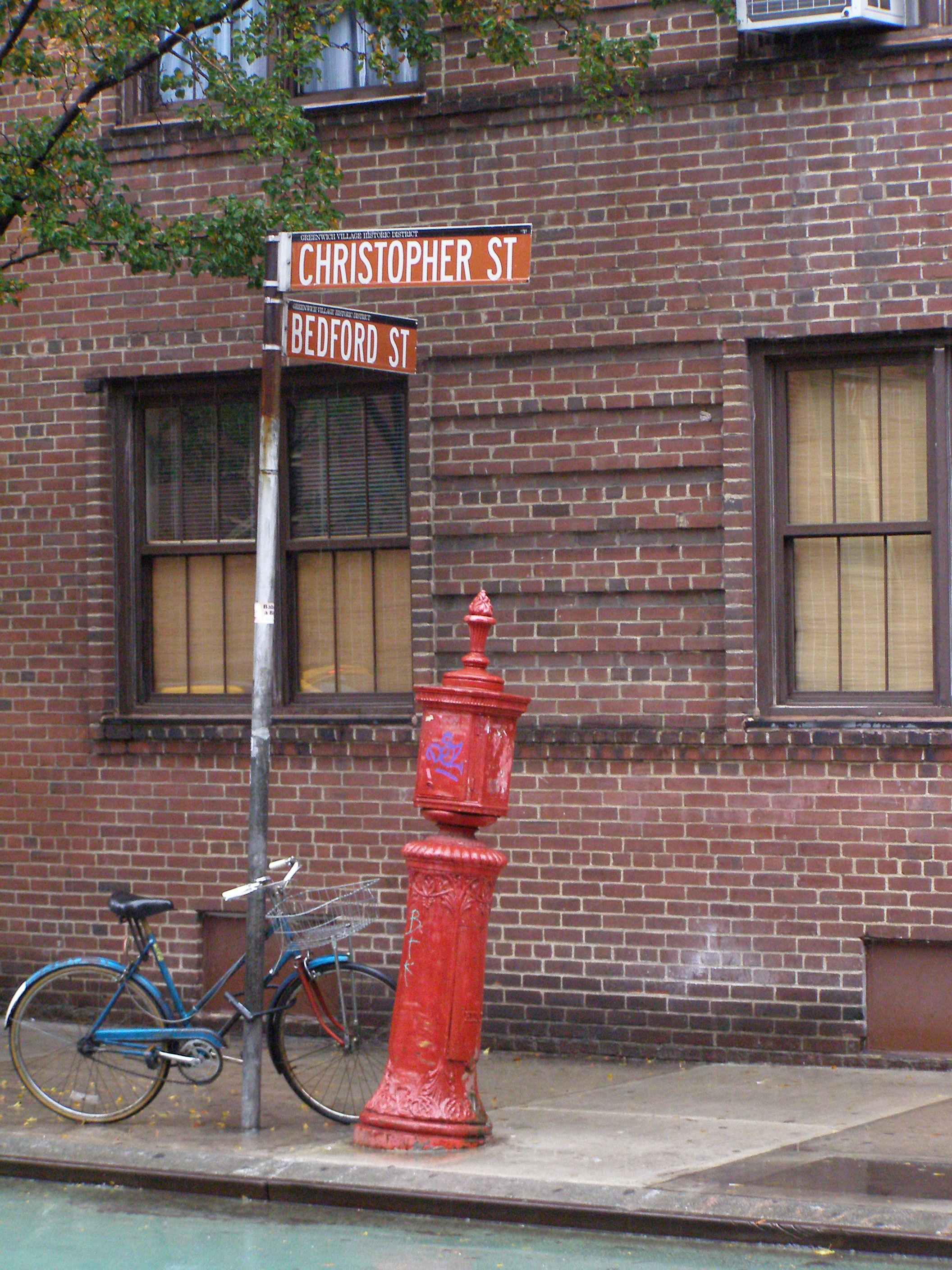
Christopher Street à Greenwich Village, NYC.

Le Christopher Street Day (CSD) est une journée de célébration, de commémoration et de manifestation pour les lesbiennes, les gays, les bisexuels et les personnes transgenres. Cette journée est consacrée aux droits de ces groupes ainsi qu'à la lutte contre la discrimination et l'exclusion. Les plus grandes délocalisations à l'occasion du CSD dans les régions germanophones ont lieu à Cologne et à Berlin.
Le nom de Christopher Street Day n'est coutumier qu'en Allemagne, dans certaines régions d'Autriche et en Suisse. Dans les pays anglophones, l'équivalent du terme est Prides ou Pride Parades. Dans les pays francophones, on parle de « Marches des fiertés ».

## Histoire duChristopher Street Day

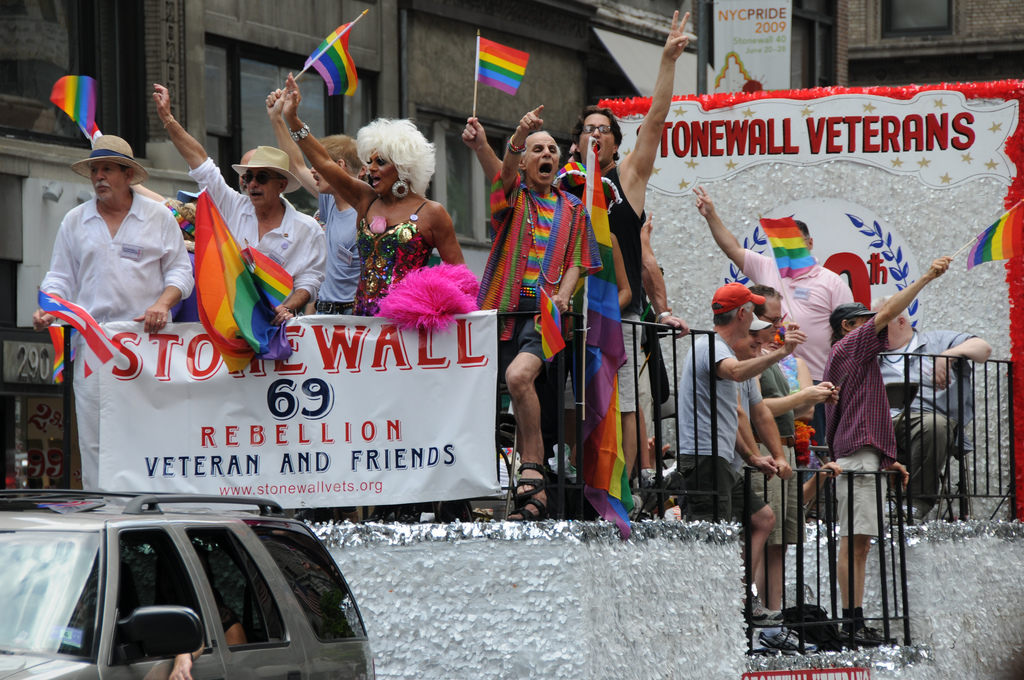
Mémoire des origines : New York, 2009.

Le CSD commémore le premier soulèvement connu d'homosexuels et d'autres minorités sexuelles contre l'arbitraire de la police, rue Christopher à New York dans le quartier de Greenwich Village : tôt le matin du 28 juin 1969 a lieu dans le bar Stonewall Inn le soulèvement de Stonewall. À cette époque, des raids policiers répétés ont lieu à plusieurs reprises dans des cafés destinés à un public cible trans- et homosexuel. Les Afro-Américains et les personnes d'origine latino-américaine étaient particulièrement touchées par les abus et l'arbitraire. Après que notamment des drag queens et des personnes transgenres latinos et noirs ont résisté aux contrôles récurrents ce soir-là, des combats de rue contre la police de New York ont fait rage pendant cinq jours. À l'occasion du premier anniversaire du soulèvement, le Christopher Street Liberation Day Committee est créé. Depuis lors, à New York, le dernier samedi de juin, le Christopher Street Liberation Day, un défilé de rue, commémore cet événement. Il est ensuite devenu une tradition internationale d'organiser une manifestation en faveur des droits des gays et des lesbiennes en été.

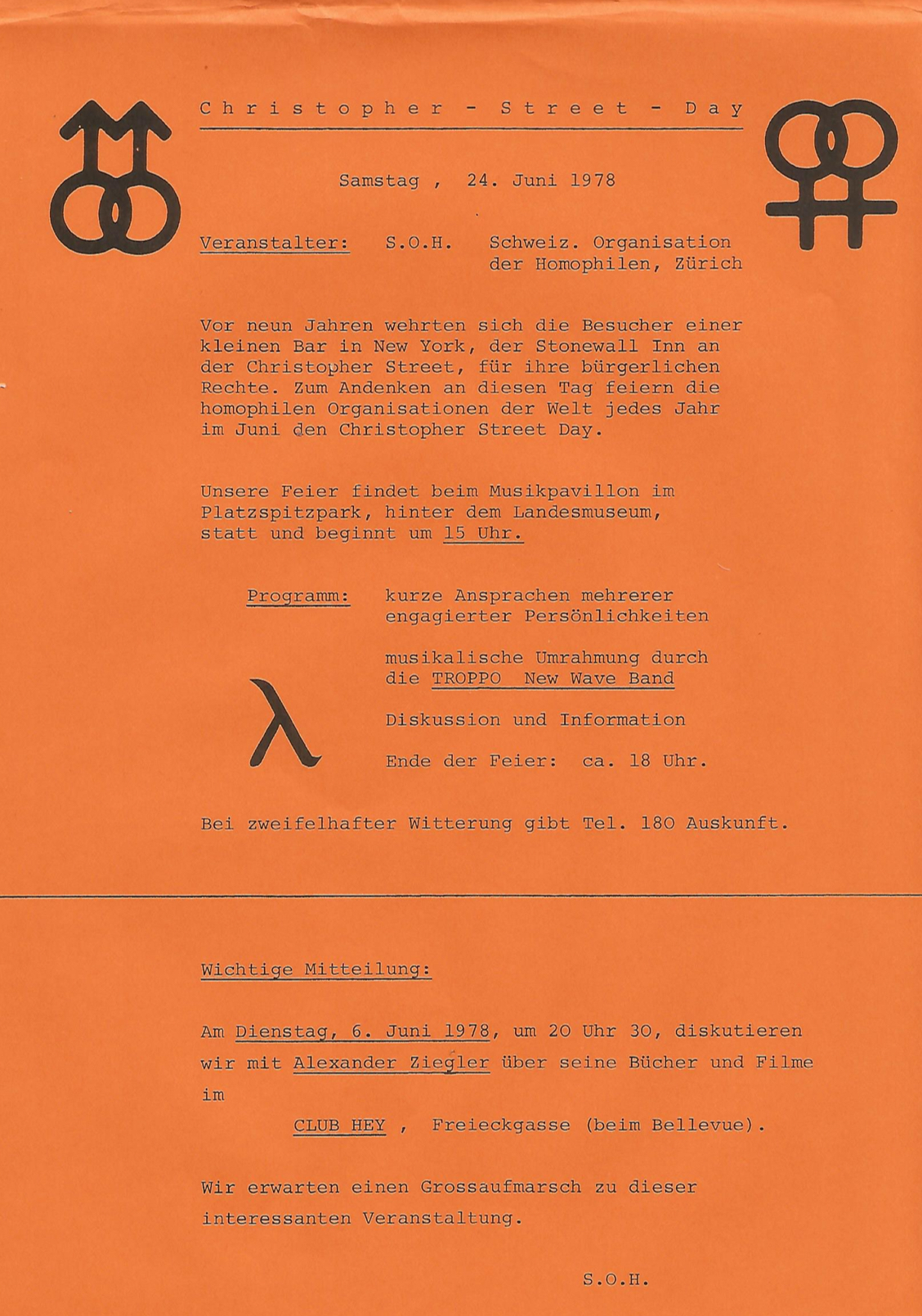
Brochure CSD Zurich, 1978.

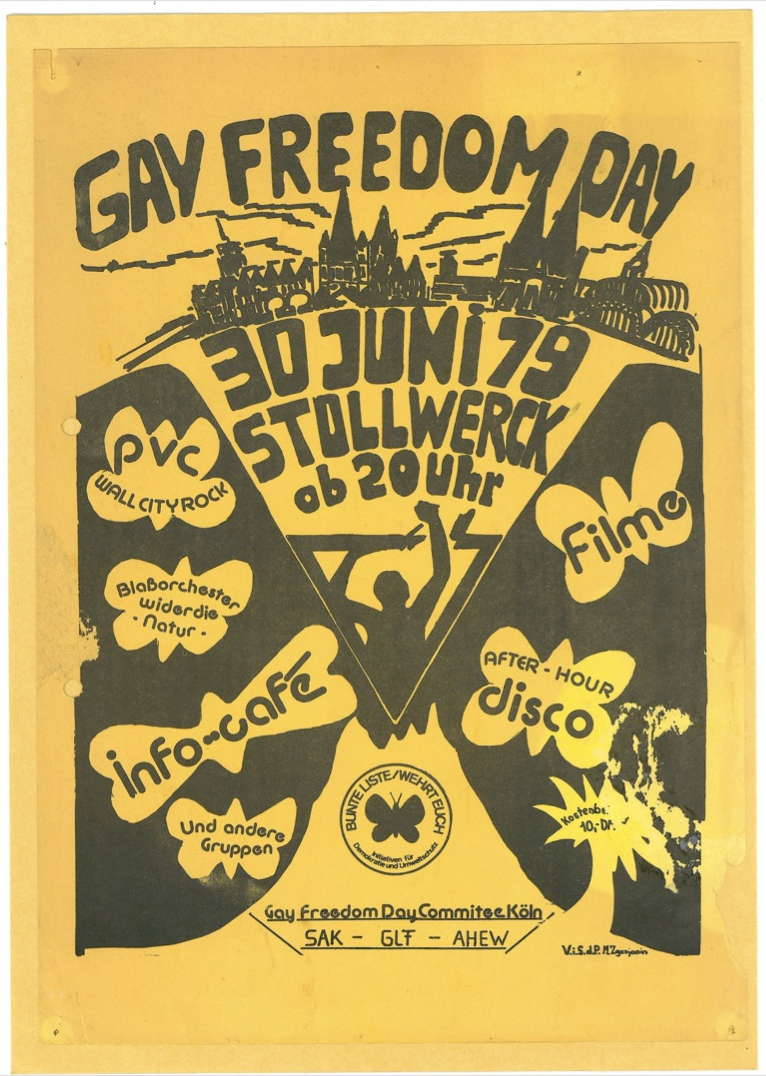
Avis pour le CDD à Cologne, 1979.

## Éminents participants politiques en Allemagne

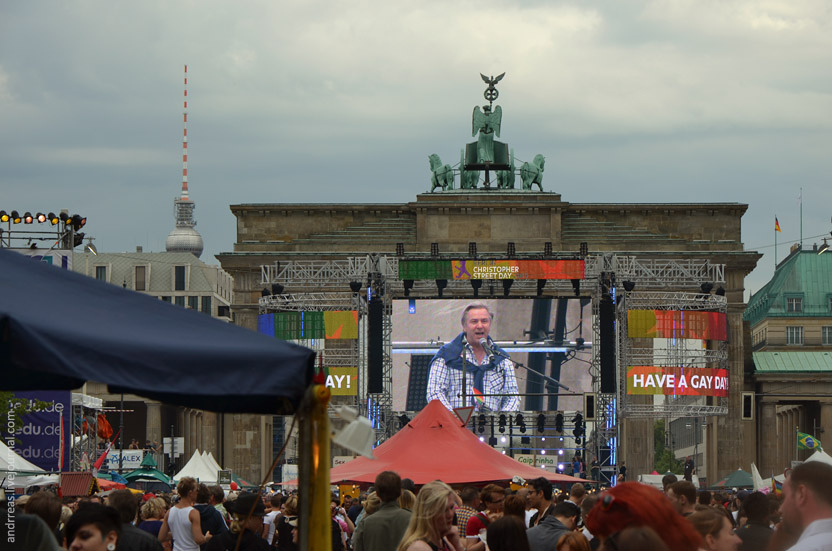
Klaus Wowereit à la CSD à Berlin, 2012.

D'éminentes personnalités politiques ont participé à au moins un Christopher Street Day en Allemagne, notamment : 
- Le ministre fédéral des Affaires étrangères et vice-chancelier Joschka Fischer (Cologne 2002, Hambourg 2004, Cologne 2005) ;
- La ministre fédérale Renate Künast (Berlin 2001) ;
- Bourgmestre de Berlin, Klaus Wowereit (depuis 2001) ;
- Bourgmestre  de Francfort-sur-le-Main, Petra Roth (2004) ;
- Premier ministre de Hesse Roland Koch (Francfort-sur-le-Main) ;
- Wolfgang Thierse, président du Bundestag (Berlin 2000).

Dans certaines villes, des hommes politiques ont également parrainé le CSD, comme à : 
- Hambourg, le bourgmestre de l'époque Ortwin Runde et Ole von Beust ;
- Dresde, la bourgmestre Helma Orosz ;
- Würzburg Claudia Roth ;
- Brunswick, l'ancien ministre fédéral, Jürgen Trittin ;
- Dresde, le bourgmestre Ingolf Rossberg ;
- Munich, la manifestation est de moindre envergure par rapport aux autres grandes villes allemandes et a toujours été placée sous le haut patronage du bourgmestre, notamment Christian Ude ainsi que l'actuel bourgmestre Dieter Reiter.

## Autres événements

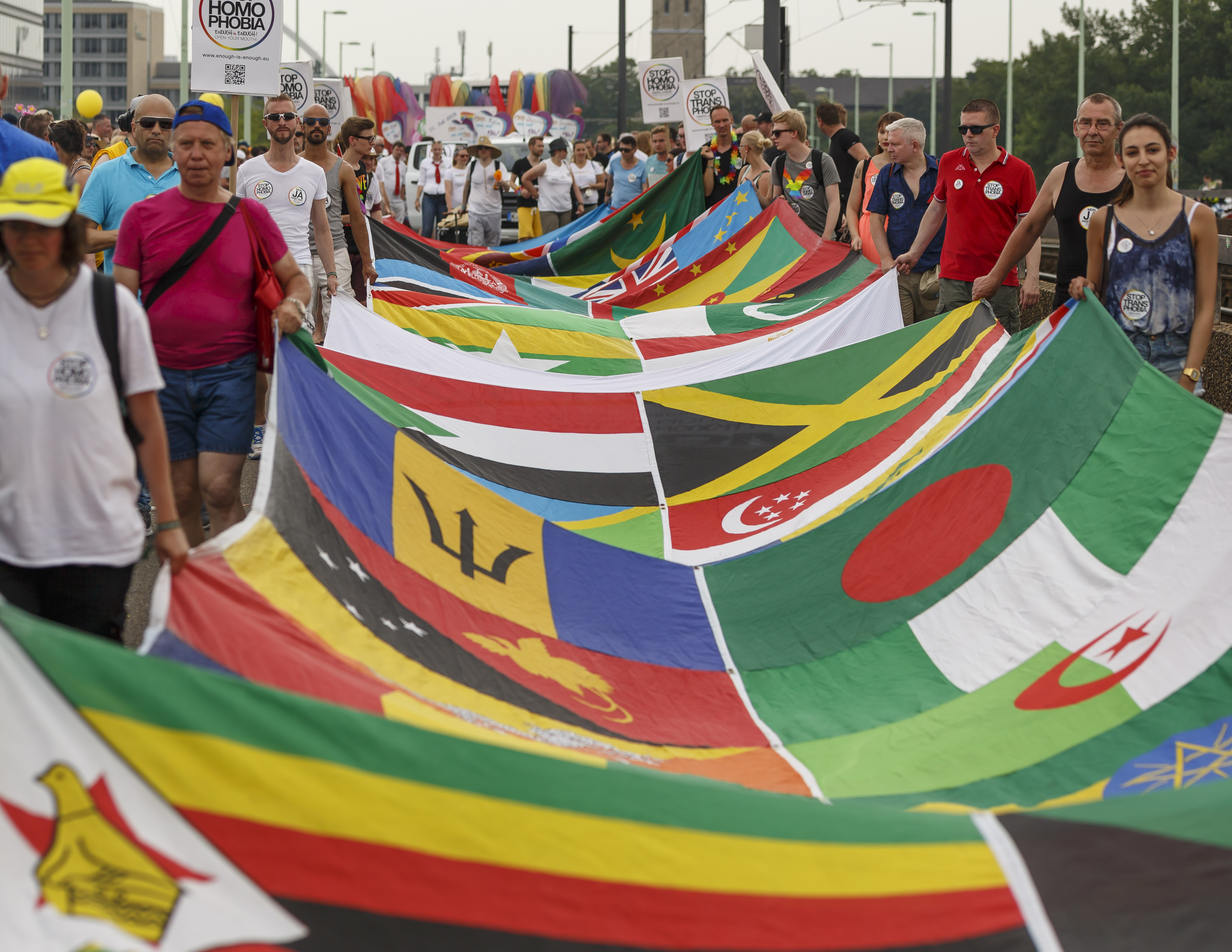
Christopher Street Day à Cologne, 2015.

- Marche des fiertés